# Black Russian
El Black Russian (literalmente, "Ruso negro") es un cóctel de vodka y licor de café, con una proporción de 2:1. Su nombre proviene de la asociación entre el color final negro (black) y el ingrediente principal, el vodka, de origen ruso (russian).
Actualmente acostumbra a servirse en un vaso de tubo aunque originalmente se servía en vaso corto. En ocasiones se puede añadir refresco de cola.
Se pueden obtener hasta una docena de variantes si se sustituye el licor de café o la cola por otras bebidas. Por ejemplo, si se sustituye el licor de café por brandy de cereza obtenemos un ruso rojo / red russian; si se sustituye por Menta , se obtiene un ruso verde / green russian. Si en lugar de cola se añade una crema se obtiene un ruso blanco / white russian.